# Aman Wote
Aman Wote Fete , né le 18 avril 1984 à Kabete, est un athlète éthiopien, spécialiste du demi-fond.

## Biographie
Il termine au pied du podium du 1 500 mètres lors des Championnats du monde en salle 2012, dans le temps de 3 min 47 s 02.
En 2013, Aman Wote termine deuxième du Meeting Areva derrière le Djiboutien Ayanleh Souleiman, et porte son record personnel à 3 min 32 s 65.
Le 20 mars 2016, Wote se classe 6e des championnats du monde en salle de Portland sur le 1 500 m.

## Palmarès
| Date | Compétition                    | Lieu             | Résultat | Épreuve     | Temps          |
| ---- | ------------------------------ | ---------------- | -------- | ----------- | -------------- |
| 2010 | Championnats d'Afrique         | Nairobi          | 7e       | 1 500 m     | 3 min 38 s 89  |
| 2012 | Championnats du monde en salle | Istanbul         | 4e       | 1 500 m     | 3 min 47 s 02  |
| 2014 | Championnats du monde en salle | Sopot            | 2e       | 1 500 m     | 3 min 38 s 08  |
| 2014 | Relais mondiaux de l'IAAF      | Nassau           | 3e       | 4 × 1 500 m | 14 min 41 s 22 |
| 2016 | Championnats du monde en salle | Portland         | 6e       | 1 500 m     | 3 min 44 s 86  |
| 2018 | Championnats du monde en salle | Birmingham       | 4e       | 1 500 m     | 3 min 58 s 64  |
| 2018 | Ligue de diamant               | Ligue de diamant | 6e       | 1 500 m     | 3 min 34 s 05  |

## Records
| Épreuve | Épreuve   | Performance        | Lieu   | Date            |
| ------- | --------- | ------------------ | ------ | --------------- |
| 1 500 m | Plein air | 3 min 29 s 91 (NR) | Monaco | 18 juillet 2014 |
| 1 500 m | Salle     | 3 min 35 s 31      | Moscou | 3 février 2013  |